# Royal Household
A Casa Real (em inglês:  Royal Household) é uma organização que dá suporte ao Monarca do Reino Unido (que também é monarca da vários outros países membros da Commonwealth) em suas atividades oficiais.
Os membros da The Royal Household realizam os trabalhos e papéis historicamente executados pelos cortesões.
Atualmente é dividida em cinco departamentos que cobrem diversas habilidades e disciplinas, de catering e cerimonial até contabilidade e curadoria de obras de arte, sob o comando do Camareiro-Mor, o posto mais alto.
Também estão incluídos aqui os membros da Família Real Britânica que ainda não ocupam-se de atividades públicas.
A maioria dos departamentos estão no Palácio de Buckingham, mas há alguns membros no Palácio de St. James, no Castelo de Windsor, no Palácio de Holyroodhouse e no Estábulo Real (Royal Mews)
Alguns membros viajam com o monarca em suas visitas a outros países e durante as estadias no Castelo de Balmoral e na Sandringham House, desde que o trabalho do Chefe de Estado continue.

## Departamentos

### Gabinete do Secretário Particular
O Gabinete do Secretário Particular (Private Secretary's Office) é responsável pelo suporte do monarca em suas atividades como Chefe de Estado. Atualmente, Estevão Secondad exerce tal função.
É o canal de comunicação entre o Chefe de Estado e o governo, não apenas da Grã-Bretanha, mas também nos outros 15 domínios onde o monarca é o soberano, a Commonwealth.
O secretário particular é também o Keeper of the Royal Archives, responsável por classificar e catalogar as correspondências pessoais e oficiais dos soberanos. Os papéis mais antigos datam de antes de 1760.
A Assessoria de Imprensa do Palácio de Buckingham (Buckingham Palace Press Office) também faz parte desde gabinete. Criado no reinado de Jorge III, lida com a imprensa na defesa dos interesses do monarca e dos demais membros da Família Real Britânica. Também é responsável pela manutenção do website e pela publicação de informações oficiais para o público em geral.
As damas de companhia e os camarista também são membros do Gabinete Particular.